# Hollandse ziekte (economie)
Hollandse ziekte is een term uit de economie, waarbij wordt bedoeld dat de waarde van een munt stijgt als gevolg van de verkoop van pas ontdekte grondstoffen. Door die waardestijging wordt de concurrentiepositie van het land minder en valt de export terug. Hierdoor daalt de economische productie en stijgt de werkloosheid. Bovendien wordt de economie eenzijdiger omdat de sterke positie van de bloeiende sector de overige sectoren wegdrukt.
Het wordt Hollandse ziekte genoemd omdat in de jaren 60 — door de ontdekte aardgasreserves en de verkoop van een deel daarvan aan het buitenland — de waarde van de gulden steeds meer steeg. De concurrentiepositie voor het bedrijfsleven werd daardoor steeds slechter en vanaf het begin van de jaren 70 steeg de werkloosheid. The Economist schreef in 1977 over het beleid van de Nederlandse regering na de sterke stijging van de aardgasprijzen na de oliecrisis van 1973. De "Dutch Disease" zou, aldus The Economist, betekenen dat de aardgasbaten werden gebruikt voor consumptieve en socialistische politieke doeleinden.

## Het kernmodel
Het klassieke economisch model dat de Hollandse ziekte beschrijft, werd in 1982 ontwikkeld door de economen W. Max Corden en J. Peter Neary. In dit model onderscheidt men een niet-verhandelbare goederensector (dit omvat de diensten) en twee verhandelbare goederensectoren: de bloeiende sector en de achterblijvende sector, ook wel de niet-bloeiende  verhandelbare sector genoemd. De bloeiende sector is meestal de winning van aardolie en aardgas, maar kan ook goudmijnen, kopermijnen, diamantmijnen of bauxietmijnen zijn, of de productie van gewassen, zoals koffie of cacao. De achterblijvende sector verwijst in het algemeen naar productie, maar kan ook verwijzen naar de landbouw.
Een boom in grondstoffen zal de economie op twee manieren beïnvloeden. Het "grondstofverschuivingseffect" zal de vraag naar arbeid doen toenemen, wat er toe zal leiden dat de productie in de richting van de bloeiende sector verschuift, weg van de achterblijvende sector. Deze verschuiving van arbeid van de achterblijvende - naar de bloeiende sector wordt directe deïndustrialisatie genoemd. Dit effect is echter meestal te verwaarlozen, simpelweg omdat in de koolwaterstoffen en de meeste mijnbouw sectoren over het algemeen weinig mensen werken.
Het "bestedingseffect" treedt op als gevolg van de extra opbrengsten die de grondstoffenboom met zich meebrengt. Dit verhoogt de vraag naar arbeid in de niet-verhandelbare sector, waardoor arbeidskrachten uit de achterblijvende sector worden weggezogen. Deze verschuiving van de achterblijvende - naar de niet-verhandelbare sector wordt indirecte de-industrialisatie genoemd. Als gevolg van de toegenomen vraag voor niet-verhandelbare goederen, zal de prijs van deze goederen stijgen. De prijzen voor verhandelbare goederen worden internationaal bepaald, zodat zij niet kunnen veranderen. Dit effect leidt tot een stijging van de reële wisselkoers.

## Andere bijdragende factoren
Naast dit klassieke model kunnen ook andere factoren in een land met een bloeiende grondstoffensector bijdragen tot een vermindering van de diversificatie.
De bloei leidt tot lock-in effecten waardoor een land moeilijker uit de eenzijdige economische situatie kan komen. Dit is enerzijds doordat de economie en regeringsbeleid zich volledig richten op de bloeiende sector en diversificatie dus een economische reorganisatie vereist, die gepaard kan gaan met werkloosheid in de (voorheen) bloeiende sector. Bovendien zal deze sector ook een sterke lobby opbouwen die met hand en tand diens belangen verdedigt in de politiek.
De economische bloei zal bovendien tot prijsstijgingen leiden. Deze prijsstijgingen werken door in de prijzen voor goederen en diensten die het land exporteert, waar de bloeiende sector relatief weinig last van heeft omdat er veel vraag naar de grondstof is en de winsten gemaakt worden op volume. Alle andere sectoren worden echter relatief duur, bovenop het wisselkoers-effect.
Een focus van de regering op de bloeiende sector kan verder ertoe leiden dat belasting- en toezichtwetgeving met betrekking tot deze sector beter ontwikkeld is dan die in achterblijvende sectoren. Hierdoor heeft de bleoeiende sector ook meer rechtzekerheid en is er een gevaar dat een land in die achterblijvende sectoren door onderregulering een reputatierisico loopt waarbij eventuele belastingnadelen de concurrentiepositie van de achterblijvende sectoren verder verzwakken. Voorbeelden zijn de zwakke medische-, chemicalien-, en intellectueel eigendom wetgeving in sommige Caribische belastingparadijzen, die Hollandse ziekteachtige effecten door hun sterke financiele sectoren ondervinden.
Ten slotte kunnen lage prijzen voor energie in exporteurs van energie de economie eveneens hinderen omdat men hierdoor niet geneigd is producten energie-efficient te maken. Hierdoor zijn deze producten niet concurrerend op de wereldmarkt. 

## Effecten
In eenvoudige handelsmodellen moet een land zich specialiseren in sectoren waarin het land een comparatief voordeel heeft. Theoretisch gesproken zou een  land dat rijk is aan natuurlijke hulpbronnen beter af zijn indien het zich specialiseert in de winning van die natuurlijke hulpbronnen.
Andere modellen en theorieën suggereren dat dit toch schadelijk kan zijn. Bijvoorbeeld, wanneer de natuurlijke hulpbronnen op beginnen te raken of als er zich een daling in de prijzen van grondstoffen voordoet en wanneer competitieve takken van industrie niet zo snel en gemakkelijk kunnen terugkeren als zij destijds waren verdwenen. Dit komt doordat de technologische groei kleiner is in de boomende sector en de niet-verhandelbare sector dan in de niet-boomende verhandelbare goederen.
Aangezien er minder technologische groei in de economie is geweest ten opzichte van andere landen, zal haar comparatief voordeel in niet-boomende verhandelbare goederen zijn gekrompen, wat er toe leidt dat bedrijven niet investeren in de verhandelbare goederensector. Ook de volatiliteit van de prijs van natuurlijke hulpbronnen, en dus van de reële wisselkoers, kan meer investeringen van bedrijven verhinderen, dit omdat ondernemingen niet zullen investeren als zij onvoldoende zekerheid over de toekomstige economische omstandigheden hebben.

## Diagnose
Het is niet gemakkelijk om met zekerheid te concluderen dat een land last heeft van de Hollandse ziekte, dit omdat het moeilijk is om het oorzakelijk verband aan te tonen tussen een toename van de inkomsten uit natuurlijke hulpbronnen, de reële wisselkoers en een afname van de achterblijvende sector.  Er zijn een aantal verschillende zaken die een appreciatie van de reële wisselkoers kunnen veroorzaken. Het Balassa-Samuelson-effect treedt op wanneer een toename in de productiviteit doorwerkt in de reële wisselkoers. Ook van belang zijn veranderingen in de ruilvoet en een grote instroom van kapitaal. Vaak wordt een dergelijke toestroom van kapitaal veroorzaakt door buitenlandse directe investeringen of door de financiering van de schuld van een land.
Op gelijkaardige wijze is het moeilijk om aan te tonen wat de diepere oorzaak is achter een afname van de achterliggende sector. Een voorbeeld hiervan is Nederland. Hoewel de Hollandse ziekte naar dit land is vernoemd, hebben economen betoogd dat de krimp van de Nederlandse industrie daadwerkelijk werd veroorzaakt door niet-duurzame uitgaven aan sociale voorzieningen.

### Voorbeelden
- Australische goudkoorts in de 19e eeuw, voor het eerst gedocumenteerd door Cairns in 1859.[7]
- Australische minerale grondstoffen in de jaren 2000.[8]
- Australische minerale hausse in 2011.[9]
- Tekenen van opkomende Hollandse ziekte in Chili in de late jaren 2000, als gevolg van de hausse in minerale grondstoffenprijzen.[10]
- Olie in Azerbeidzjan in de jaren 2000.[11]
- De stijging van de Canadese dollar werkte vanaf de jaren 2000 belemmerend op de Canadese industrie. Dit gaat door tot in 2012 als gevolg van buitenlandse vraag naar natuurlijke hulpbronnen, waarbij de Athabasca-teerzanden in toenemende mate dominant worden.[12][13]
- Indonesiës belangrijk gestegen exportinkomsten na de oliebooms in 1974 en 1979.[14]
- Nieuw-Zeelands boom in de zuivelindustrie in de jaren 2000.[15]
- Nigeria's en andere post-koloniale Afrikaanse staten in de jaren 1990.[16]
- Nauru vormde wellicht het meest extreme voorbeeld van de Hollandse ziekte. De fosfaatexportinkomsten waren zo hoog dat deze met gemak de kleine bevolking kon ondersteunen, waardoor men niet geneigd was andere economische activiteiten te ontplooien. Toen het fosfaat uitgeput was, was het te laat, en stortte de economie in omdat Nauru vrijwel geen alternatieven had.
- De sterke instroom van buitenlandse valuta in de Filipijnen in de jaren 2000 leidde tot een appreciatie van de Filipijnse valuta en een verlies aan concurrentievermogen.[17]
- Ruslands olie en aardgas in de jaren 2000.[18][19]
- De import van goud en andere waardevolle zaken in het Spanje van de 16e eeuw uit Amerika.[7]
- Het effect van de Noordzee-olie op de industrie in Noorwegen en het Verenigd Koninkrijk in de jaren 1970-1990.[20]
- Post-catastrofale booms die gepaard gingen met inflatie als gevolg van zeer grote uitgaven voor hulp en wederopbouw zoals op sommige plaatsen in Azië gebeurde na de tsunami in de Indische oceaan in 2004.[21]
- Belastingparadijzen kennen soortgelijke Hollandse ziekte-achtige effecten doordat de succesvolle financiele sector de andere sectoren op soortgelijke wijze wegdrukt.

## Voetnoten
1. 1 2  Corden WM (1984). Boom Sector and Dutch Disease Economics: Survey and Consolidation. Oxford Economic Papers 36.
2. ↑  Corden W.M., Neary J.P. (1982). Booming Sector and De-industrialisation in a Small Open Economy. The Economic Journal 92 (December): 825–848.
3. ↑  Van Wijnbergen, Sweder (1984). "The ‘Dutch Disease": A Disease After All?” The Economic Journal 94 373:41.
4. ↑  Krugman, Paul (1987). “The Narrow Moving Band, the Dutch Disease, and the Competitive Consequences of Mrs. Thatcher.” Journal of Development Economics 27 1-2:50.
5. ↑  Gylfason, T., Herbertsson, T.T., Zoega, G. (1999). A mixed blessing. Macroeconomics Dynamics. 3 Juni:212
6. ↑  De Gregario, Jose, Wolf, Wolger C. (1994), Terms of trade, productivity, and the real exchange rate, NBER Working Paper 4807. Cambridge, MA.
7. 1 2 3  Corden (1984), blz. 359
8. ↑  Paul Cleary, "Mining boom could bust us", The Age, 11 november 2007.
9. ↑  Peter Ker and Ben Schniders, "Labor woeful on economic reform, Says Argus", 6 september 2011. Gearchiveerd op 22 oktober 2021.
10. ↑  https://web.archive.org/web/20120315170620/http://www.economia.puc.cl/docs/luders_27_01_10.pdf
11. ↑  "Boom and gloom", The Economist, 8 maart 2007.
12. ↑  Lee Greenberg, "Growing Equalization Payments to Ontario Threaten Country", National Post, 20 juli 2011.
13. ↑  Michel Beine, Charles S. Bos, Serge Coulombe, "Does the Canadian economy suffer from Dutch Disease?", 2009-01. Gearchiveerd op 5 augustus 2022.
14. ↑  Peter McCawley, 'Indonesia's New Balance of Payments Problem: a Surplus to get rid of', Ekonomi dan Keuangan Indonesia, 28(1), March 1980, pp. 39-58.
15. ↑   Moore, Mike, Mike Moore: Nothing more vital than world's food[dode link]. The New Zealand Herald (28 april 2008). Geraadpleegd op 29 september 2011.
16. ↑  "Our Continent, Our Future", Mkandawire, T. and C. Soludo. "In most recent attempts to explain Africa's performance with growth and investment regressions, studies find that inaccessible location, poor port facilities, and the 'Dutch Disease' syndrome, caused by large natural-resource endowments, constitute serious impediments to investment and growth".
17. ↑  "Strong forex inflows now hurting economy, GMANews.TV. Gearchiveerd op 22 mei 2011.
18. ↑  "Dutch Disease Hits Russia",  Latsis, O. (2005).  Moscow News, June 8–14.
19. ↑  Mining accounts for most of the economic growth
20. ↑  Bjornland, Hilde (1998). The Economic Effects of North Sea Oil on the Manufacturing Sector. Scottish Journal of Political Economy. DOI: 10.1111/1467-9485.00112.
21. ↑  Sisira Jayasuriya en Peter McCawley, (2008), 'Reconstruction after a Major Disaster: Lessons from the Post-tsunami Experience in Indonesia, Sri Lanka, and Thailand', ADBI Working Paper No 125.